# هنرييتا ناجيوفا
هنرييتا ناجيوفا (بالسلوفاكية: Henrieta Nagyová)‏ مواليد 15 ديسمبر 1978 في نوفي زامكي، تشيكوسلوفاكيا، هي لاعبة كرة مضرب سلوفاكية سابقة بدأت مسيرتها كمحترفة سنة 1994 وكانت تلعب باليد اليمنى، اعتزلت اللعب في 2006. كما أنها إحدى بطلات الجراند سلام. أعلى تصنيف لها في الفردي كان المركز الـ 21 في سنة 2001. سبق أن شاركت في دورة الألعاب الأولمبية الصيفية.

## وصلات خارجية
- هنرييتا ناجيوفا على موقع رابطة محترفات التنس (الإنجليزية)
- هنرييتا ناجيوفا على موقع الاتحاد الدولي لكرة المضرب (الإنجليزية)
- هنرييتا ناجيوفا على موقع كأس بيلي جين كينغ (الإنجليزية)
- هنرييتا ناجيوفا على موقع خلاصة التنس.كوم (الإنجليزية)
- هنرييتا ناجيوفا على موقع اللجنة الأولمبية الدولية (الإنجليزية)
- هنرييتا ناجيوفا على موقع أوليمبيديا (الإنجليزية)
- هنرييتا ناجيوفا على موقع اللجنة الأولمبية السلوفاكية (السلوفاكية)

- الموقع الرسمي